# سوفیا اسمیت (بازیکن فوتبال، زاده ۲۰۰۰)
سوفیا اسمیت (انگلیسی: Sophia Smith؛ زادهٔ ۱۰ اوت ۲۰۰۰) بازیکن فوتبال زن اهل ایالات متحده آمریکا است.
از باشگاه‌هایی که در آن بازی کرده است می‌توان به باشگاه فوتبال پورتلند تورنز اشاره کرد.
وی همچنین در تیم ملی فوتبال زنان ایالات متحده آمریکا بازی کرده است.